# NGC 120

NGC 120

NGC 120 هي مجرة تتبع كوكبة قيطس. اكتشفها فيلهلم تمبل في 27 سبتمبر 1880.

## روابط خارجية
- NGC 120 على موقع ويكي سكاي: DSS2, SDSS, GALEX, IRAS, Hydrogen α, X-Ray, Astrophoto, Sky Map, Articles and images